# Conus olgae
Conus olgae is een in zee levende slakkensoort uit het geslacht Conus. De slak behoort tot de familie Conidae. Conus olgae werd in 2007 beschreven door Bacallado in Espinosa & Ortea. Net zoals alle soorten binnen het geslacht Conus zijn deze slakken roofzuchtig en giftig. Zij bezitten een harpoenachtige structuur waarmee ze hun prooi kunnen steken en verlammen.